# 布龙齐诺

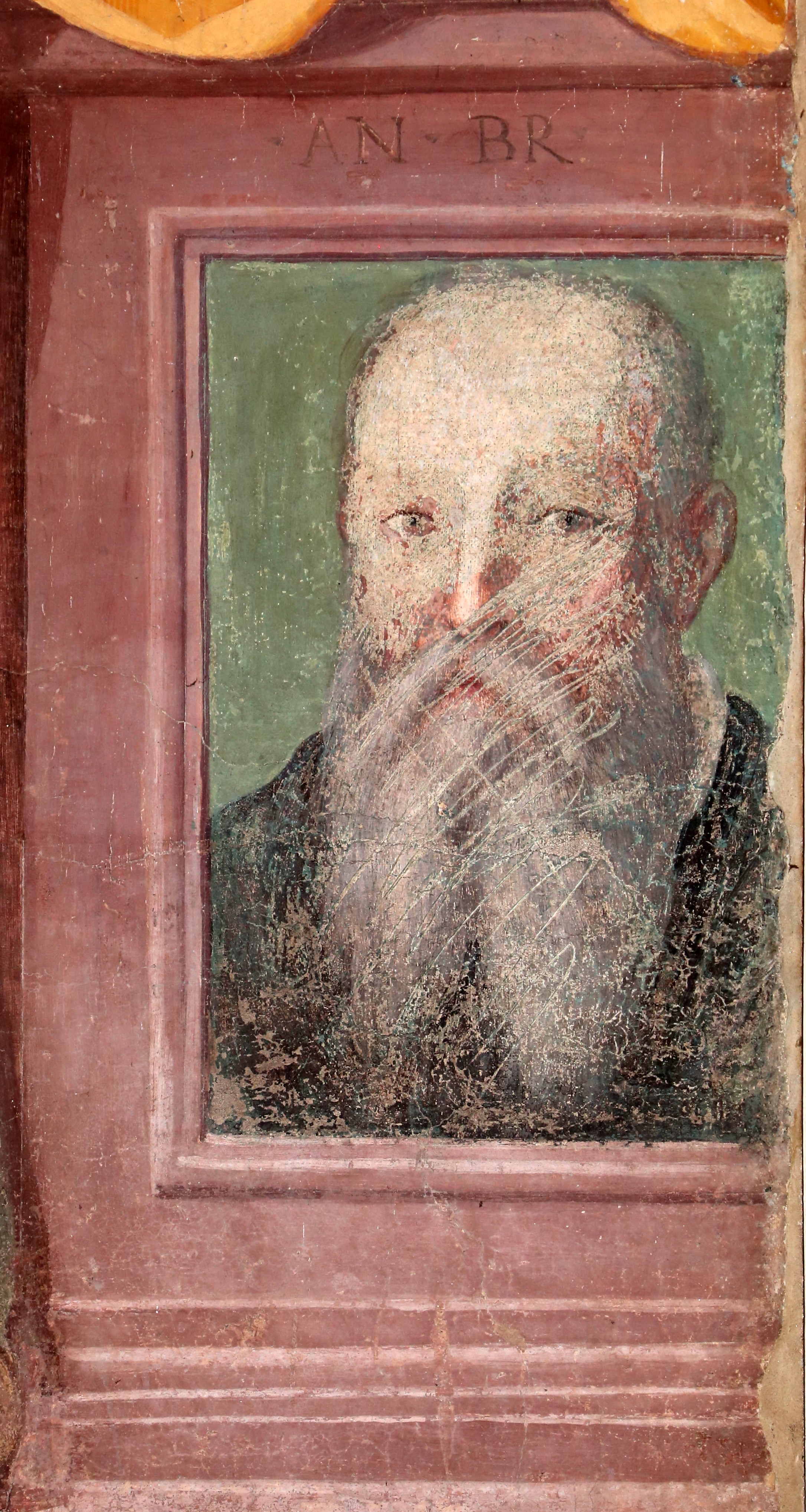
布龍齊諾的肖像

布龙齐诺（義大利語：Bronzino，1503年11月17日—1572年11月23日），全名阿紐洛·迪·科西莫（Agnolo di Cosimo），亦称尼奥洛·布龙齐诺。是意大利佛罗伦萨的风格主义画家。布龙齐诺这个昵称的来历已不可考，但是应该和他黝黑的肤色或者他常用的肖像画主题有关。现代医学有研究证明他的肤色可能是来自爱迪生氏病，因为肾上腺功能不足导致皮肤上的色素沉积。
1503生于佛罗伦萨。根据他同时代的乔尔乔·瓦萨里，布龙齐诺是蓬托莫的学徒，并且他的画风受了他老师的很多影响。布龙齐诺也是一位出色的肖像画家，在大部分职业生涯里，充任美第奇家族的宫廷画家。1563年参与创建绘画学院。

## 生平

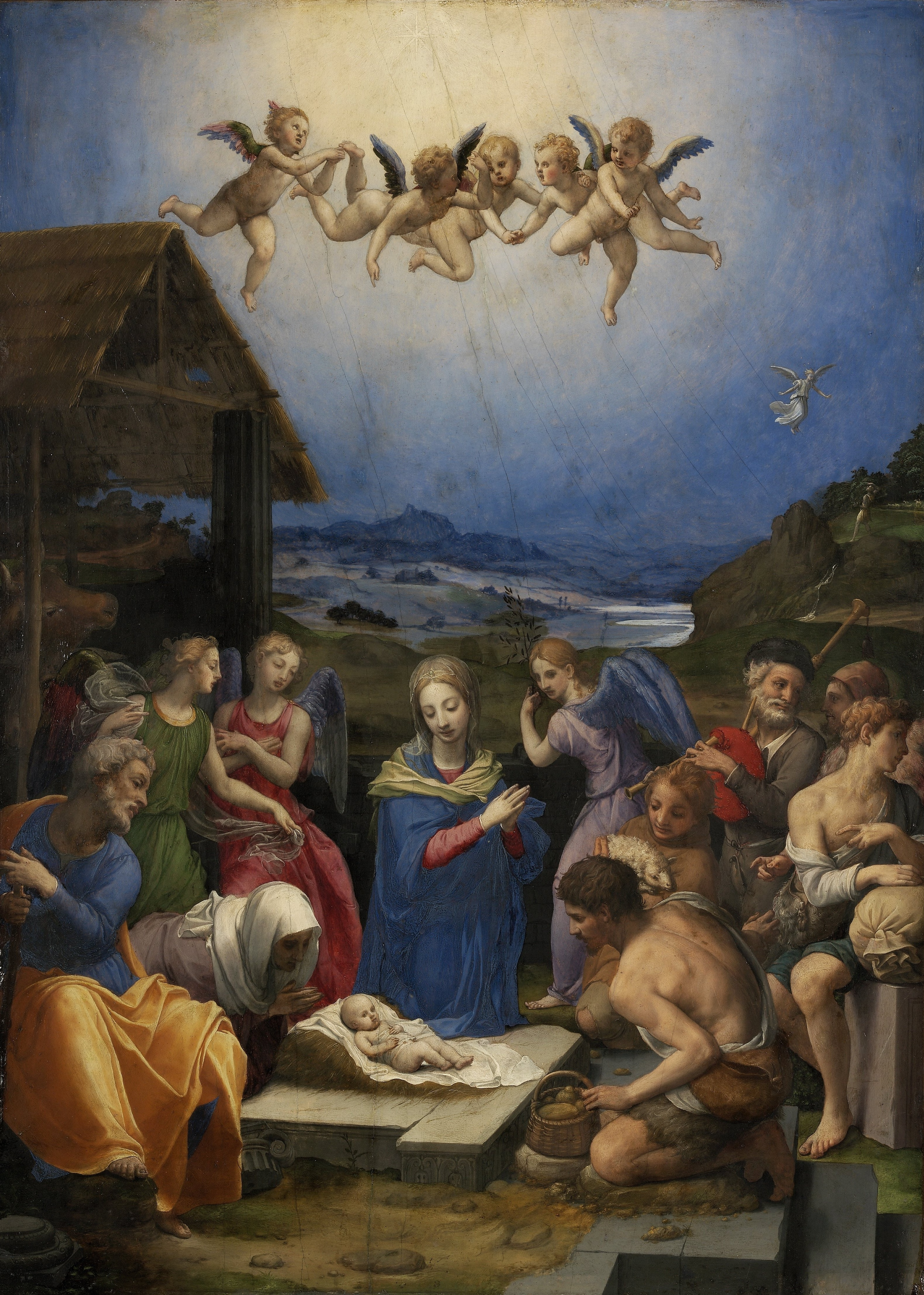
布龍齊諾的一幅作品

布龙齐诺出生于佛罗伦萨的一个屠户家。按照他同时代的乔尔乔·瓦萨里的说法，布龙齐诺最先从师于Raffaellino del Garbo，14岁以后跟着蓬托莫学习绘画。蓬托莫曾把年幼的布龙齐诺画入他的一系列約瑟（Joseph in Egypt） 肖像画作品中，这些作品现今珍藏在伦敦国家美术馆。
他的画风受了他老师的很多影响，对他老师的一生而言，两人一直相互合作。在佛罗伦萨阿諾河老桥边的圣芬莉堂（Santa Felicita）的卡波尼小堂（Cappella Capponi）里，我们时常可以看到布龙齐诺的早期手迹。小堂内祭坛上的大作《下十字架》（Deposizione）和侧墙的濕壁畫《圣母领报》（Annunciazione），都是由蓬托莫完成的。很显然，布龙齐诺被安排了创作穹顶濕壁畫的任务，令人惋惜的是，这些作品并没有幸存下来。据乔尔乔·瓦萨里，其中四幅圆形福音绘画是由布龙齐诺完成的。然而由于他的技巧和他导师的是如此相似，至今学者们仍在为此争辩不止。
在他生命的最后阶段，布龙齐诺投身于佛罗伦萨Accademia delle Arti del Disegno的诸多活动中，他是这家学院的创办人之一。
画家Alessandro Allori 是他最喜爱的徒弟，公元1572年布龙齐诺过世年间，他是和Allori一家住在一起的(Alessandro是Cristofano Allori的父亲)。布龙齐诺一生大部分时光是在佛罗伦萨度过的。